# Ligue B de la Ligue des nations de l'UEFA 2024-2025
 (septembre 2024).
Navigation
Ligue B 2022-2023 Ligue B 2026-2027
La Ligue B de la Ligue des nations 2024-2025 est la deuxième division de la Ligue des nations 2024-2025, quatrième édition d'une compétition impliquant les équipes nationales masculines des 55 associations membres de l'UEFA.

## Format
Le format de la compétition est modifié par rapport à l'édition précédente. Le 25 janvier 2023, l’UEFA a procédé aux annonces concernant les éliminatoires de l'Euro avec des groupes resserrés de quatre ou cinq équipes et le nouveau format de la Ligue des Nations. Alexander Ceferin, président de l’UEFA, s’est exprimé sur ces changements : « L’introduction de l’UEFA Nations League a été un succès, car elle a remplacé les matches amicaux par des matches plus compétitifs. (…) La nouvelle formule promet de renforcer encore les compétitions pour les équipes nationales européennes et de les rendre encore plus passionnantes. »

### Tirage au sort
Les équipes sont attribuées à la Ligue B en fonction de la liste d'accès basée sur le classement général de la précédente édition. Elles sont réparties en quatre chapeaux de quatre équipes, placées selon leur coefficient.
Le tirage au sort de la phase de ligue a lieu à Paris, le 8 février 2024.
| Équipe         | Classement |
| -------------- | ---------- |
| Autriche       | 13         |
| Tchéquie       | 14         |
| Angleterre     | 15         |
| Pays de Galles | 16         |

| Équipe   | Classement |
| -------- | ---------- |
| Finlande | 21         |
| Ukraine  | 22         |
| Islande  | 23         |
| Norvège  | 24         |

| Équipe               | Classement |
| -------------------- | ---------- |
| Slovénie             | 25         |
| République d'Irlande | 26         |
| Albanie              | 27         |
| Monténégro           | 28         |

| Équipe     | Classement |
| ---------- | ---------- |
| Géorgie    | 33         |
| Grèce      | 34         |
| Turquie    | 35         |
| Kazakhstan | 36         |

## Groupes
Légende des classements
- Promotion en Ligue A
- Barrage de promotion en Ligue A
- Barrage de relégation en Ligue C
- Relégation en Ligue C

### Groupe 1
| Rang | Équipe     | Pts | J | G | N | P | Bp | Bc | Diff |  | Résultats (▼ dom., ► ext.) |     |     |     |     |
| ---- | ---------- | --- | - | - | - | - | -- | -- | ---- |  | -------------------------- | --- | --- | --- | --- |
| 1    | Tchéquie R | 11  | 6 | 3 | 2 | 1 | 9  | 8  | +1   |  | Tchéquie R                 |     | 3-2 | 2-1 | 2-0 |
| 2    | Ukraine    | 8   | 6 | 2 | 2 | 2 | 8  | 8  | 0    |  | Ukraine                    | 1-1 |     | 1-0 | 1-2 |
| 3    | Géorgie P  | 7   | 6 | 2 | 1 | 3 | 7  | 6  | +1   |  | Géorgie P                  | 4-1 | 1-1 |     | 0-1 |
| 4    | Albanie    | 7   | 6 | 2 | 1 | 3 | 4  | 6  | -2   |  | Albanie                    | 0-0 | 1-2 | 0-1 |     |

| 1re journée                    | Géorgie | 4 - 1   | Tchéquie                           | Stade Mikheil-Meskhi, Tbilissi                                           |                                                                          |
| 7 septembre 2024 18h00 (20h00) | Kvaratskhelia 33e (pen.) · ( Kvaratskhelia) Chakvetadze 53e · ( Lochoshvili) Mikautadze 63e · ( Chakvetadze) Kochorashvili 66e | (1 - 0) | 80e Kalvach                        | Spectateurs : 20 401 Arbitrage : Orel Grinfeld Arbitre vidéo : Ziv Adler | Spectateurs : 20 401 Arbitrage : Orel Grinfeld Arbitre vidéo : Ziv Adler |
| 7 septembre 2024 18h00 (20h00) | Kvaratskhelia 74e · Nonikashvili 85e · Kochorashvili 86e                                                                       | Rapport | 16e Coufal · 38e Král · 84e Krejčí | Spectateurs : 20 401 Arbitrage : Orel Grinfeld Arbitre vidéo : Ziv Adler | Spectateurs : 20 401 Arbitrage : Orel Grinfeld Arbitre vidéo : Ziv Adler |

| 7 septembre 2024 | Ukraine                   | 1 - 2   | Albanie                          | Stade Letná, Prague                                                         |                                                                             |
| 20h45            | ( Mykolenko) Konoplia 49e | (0 - 0) | 54e Ismajli · 66e Asani (Manaj ) | Spectateurs : 15 500 Arbitrage : Luis Godinho Arbitre vidéo : Tiago Martins | Spectateurs : 15 500 Arbitrage : Luis Godinho Arbitre vidéo : Tiago Martins |
| 20h45            |                           | Rapport | 68e Asani · 90e Strakosha        | Spectateurs : 15 500 Arbitrage : Luis Godinho Arbitre vidéo : Tiago Martins | Spectateurs : 15 500 Arbitrage : Luis Godinho Arbitre vidéo : Tiago Martins |

| 2e journée              | Albanie   | 0 - 1   | Géorgie                           | Air Albania Stadium, Tirana                                                         |                                                                                     |
| 10 septembre 2024 20h45 |           | (0 - 0) | 71e Kochorashvili                 | Spectateurs : 20 400 Arbitrage : Erik Lambrechts Arbitre vidéo : Bram Van Driessche | Spectateurs : 20 400 Arbitrage : Erik Lambrechts Arbitre vidéo : Bram Van Driessche |
| 10 septembre 2024 20h45 | Uzuni 90e | Rapport | 84e Kiteishvili · 89e Chakvetadze | Spectateurs : 20 400 Arbitrage : Erik Lambrechts Arbitre vidéo : Bram Van Driessche | Spectateurs : 20 400 Arbitrage : Erik Lambrechts Arbitre vidéo : Bram Van Driessche |

| 10 septembre 2024 | Tchéquie                                                     | 3 - 2   | Ukraine                                            | Sinobo Stadium, Prague                                                         |                                                                                |
| 20h45             | ( Černý) Šulc 21e · Šulc 45+2e · Souček 80e (pen.)           | (2 - 1) | 37e Vanat (Shaparenko ) · 84e Sudakov (Tsygankov ) | Spectateurs : 18 722 Arbitrage : John Beaton Arbitre vidéo : Matthew MacDermid | Spectateurs : 18 722 Arbitrage : John Beaton Arbitre vidéo : Matthew MacDermid |
| 20h45             | Krejčí 47e · Vitík 48e · Černý 54e · Souček 64e · Zelený 68e | Rapport | 70e Sudakov · 81e Yaremchuk                        | Spectateurs : 18 722 Arbitrage : John Beaton Arbitre vidéo : Matthew MacDermid | Spectateurs : 18 722 Arbitrage : John Beaton Arbitre vidéo : Matthew MacDermid |

| 3e journée            | Ukraine                                                           | 1 - 0   | Géorgie                                                    | Stade municipal de Poznań, Poznań                                             |                                                                               |
| 11 octobre 2024 20h45 | ( Sudakov) Mudryk 35e                                             | (1 - 0) |                                                            | Spectateurs : 21 700 Arbitrage : Julian Weinberger Arbitre vidéo : Alan Kijas | Spectateurs : 21 700 Arbitrage : Julian Weinberger Arbitre vidéo : Alan Kijas |
| 11 octobre 2024 20h45 | Matviyenko 29e · Kaliuzhnyi 45+5e · Konoplia 76e · Talovyerov 79e | Rapport | 11e Kashia · 39e Dvali · 63e Kochorashvili · 69e Shengelia | Spectateurs : 21 700 Arbitrage : Julian Weinberger Arbitre vidéo : Alan Kijas | Spectateurs : 21 700 Arbitrage : Julian Weinberger Arbitre vidéo : Alan Kijas |

| 11 octobre 2024 | Tchéquie                       | 2 - 0   | Albanie  | Stade Letná, Prague                                                           |                                                                               |
| 20h45           | Chorý 3e · ( Coufal) Chorý 63e | (1 - 0) |          | Spectateurs : 17 823 Arbitrage : Benoît Bastien Arbitre vidéo : Benoît Millot | Spectateurs : 17 823 Arbitrage : Benoît Bastien Arbitre vidéo : Benoît Millot |
| 20h45           | Hložek 83e                     | Rapport | 44e Daku | Spectateurs : 17 823 Arbitrage : Benoît Bastien Arbitre vidéo : Benoît Millot | Spectateurs : 17 823 Arbitrage : Benoît Bastien Arbitre vidéo : Benoît Millot |

| 4e journée                    | Géorgie   | 0 - 1   | Albanie                             | Stade Mikheil-Meskhi, Tbilissi                                                |                                                                               |
| 14 octobre 2024 18h00 (20h00) |           | (0 - 0) | 48e Asllani (Tuci )                 | Spectateurs : 19 981 Arbitrage : Danny Makkelie Arbitre vidéo : Rob Dieperink | Spectateurs : 19 981 Arbitrage : Danny Makkelie Arbitre vidéo : Rob Dieperink |
| 14 octobre 2024 18h00 (20h00) | Dvali 76e | Rapport | 77e Daku · 90+2e Mitaj · 90+4e Laçi | Spectateurs : 19 981 Arbitrage : Danny Makkelie Arbitre vidéo : Rob Dieperink | Spectateurs : 19 981 Arbitrage : Danny Makkelie Arbitre vidéo : Rob Dieperink |

| 14 octobre 2024 | Ukraine           | 1 - 1   | Tchéquie                                           | Stade municipal de Wrocław, Wrocław                                                           |                                                                                               |
| 20h45           | Dovbyk 52e (pen.) | (0 - 1) | 18e Červ                                           | Spectateurs : 14 734 Arbitrage : Guillermo Cuadra Fernández Arbitre vidéo : José Luis Munuera | Spectateurs : 14 734 Arbitrage : Guillermo Cuadra Fernández Arbitre vidéo : José Luis Munuera |
| 20h45           | Kryskiv 76e       | Rapport | 64e Chorý · 89e Červ · 90+3e Kliment · 90+5e Lingr | Spectateurs : 14 734 Arbitrage : Guillermo Cuadra Fernández Arbitre vidéo : José Luis Munuera | Spectateurs : 14 734 Arbitrage : Guillermo Cuadra Fernández Arbitre vidéo : José Luis Munuera |

| 5e journée                     | Géorgie                              | 1 - 1   | Ukraine                                                 | Stade de Batoumi, Batoumi                                                         |                                                                                   |
| 16 novembre 2024 18h00 (21h00) | ( Kochorashvili) Mikautadze 76e      | (0 - 1) | 7e (csc) Kvirkvelia (Mudryk )                           | Spectateurs : 19 120 Arbitrage : Chris Kavanagh Arbitre vidéo : Michael Salisbury | Spectateurs : 19 120 Arbitrage : Chris Kavanagh Arbitre vidéo : Michael Salisbury |
| 16 novembre 2024 18h00 (21h00) | Lochoshvili 31e · Gocholeishvili 70e | Rapport | 3e Zubkov · 52e Chaparenko · 83e Mykolenko · 84e Mudryk | Spectateurs : 19 120 Arbitrage : Chris Kavanagh Arbitre vidéo : Michael Salisbury | Spectateurs : 19 120 Arbitrage : Chris Kavanagh Arbitre vidéo : Michael Salisbury |

| 16 novembre 2024 | Albanie       | 0 - 0   | Tchéquie               | Air Albania Stadium, Tirana                                                |                                                                            |
| 20h45            |               |         |                        | Spectateurs : 20 800 Arbitrage : Sandro Schärer Arbitre vidéo : Fedayi San | Spectateurs : 20 800 Arbitrage : Sandro Schärer Arbitre vidéo : Fedayi San |
| 20h45            | Abrashi 90+2e | Rapport | 14e Souček · 55e Chorý | Spectateurs : 20 800 Arbitrage : Sandro Schärer Arbitre vidéo : Fedayi San | Spectateurs : 20 800 Arbitrage : Sandro Schärer Arbitre vidéo : Fedayi San |

| 6e journée             | Tchéquie                                                          | 2 - 1   | Géorgie                                                         | Stade Andrův, Olomouc                                                                    |                                                                                          |
| 19 novembre 2024 20h45 | ( Kliment) Šulc 3e · Hložek 24e                                   | (2 - 0) | 60e Mikautadze (Kakabadze )                                     | Spectateurs : 12 211 Arbitrage : Anastasios Papapetrou Arbitre vidéo : Angelos Evangelou | Spectateurs : 12 211 Arbitrage : Anastasios Papapetrou Arbitre vidéo : Angelos Evangelou |
| 19 novembre 2024 20h45 | Holeš 67e · Král 75e · Coufal 90+4e · Chytil 90+4e · Kuchta 90+5e | Rapport | 25e Dvali · 35e Mikautadze · 90+4e Kvaratskhelia · 90+5e Kashia | Spectateurs : 12 211 Arbitrage : Anastasios Papapetrou Arbitre vidéo : Angelos Evangelou | Spectateurs : 12 211 Arbitrage : Anastasios Papapetrou Arbitre vidéo : Angelos Evangelou |

| 19 novembre 2024 | Albanie                               | 1 - 2   | Ukraine                                  | Air Albania Stadium, Tirana                                                  |                                                                              |
| 20h45            | N. Bajrami 75e (pen.)                 | (0 - 2) | 5e Zinchenko · 10e Yaremchuk (Konoplia ) | Spectateurs : 20 547 Arbitrage : João Pinheiro Arbitre vidéo : Tiago Martins | Spectateurs : 20 547 Arbitrage : João Pinheiro Arbitre vidéo : Tiago Martins |
| 20h45            | N. Bajrami 69e · Mitaj 79e · Tuci 80e | Rapport | 80e Dovbyk                               | Spectateurs : 20 547 Arbitrage : João Pinheiro Arbitre vidéo : Tiago Martins | Spectateurs : 20 547 Arbitrage : João Pinheiro Arbitre vidéo : Tiago Martins |

### Groupe 2
| Rang | Équipe               | Pts | J | G | N | P | Bp | Bc | Diff |  | Résultats (▼ dom., ► ext.) |     |     |     |     |
| ---- | -------------------- | --- | - | - | - | - | -- | -- | ---- |  | -------------------------- | --- | --- | --- | --- |
| 1    | Angleterre R         | 15  | 6 | 5 | 0 | 1 | 16 | 3  | +13  |  | Angleterre R               |     | 1-2 | 5-0 | 2-0 |
| 2    | Grèce P              | 15  | 6 | 5 | 0 | 1 | 11 | 4  | +7   |  | Grèce P                    | 0-3 |     | 2-0 | 3-0 |
| 3    | République d'Irlande | 6   | 6 | 2 | 0 | 4 | 3  | 12 | -9   |  | République d'Irlande       | 0-2 | 0-2 |     | 1-0 |
| 4    | Finlande             | 0   | 6 | 0 | 0 | 6 | 2  | 13 | -11  |  | Finlande                   | 1-3 | 0-2 | 1-2 |     |

| 1re journée                    | République d'Irlande                                 | 0 - 2   | Angleterre                      | Aviva Stadium, Dublin                                                                              | |
| 7 septembre 2024 18h00 (17h00) |                                                      | (0 - 2) | 11e Rice · 26e Grealish (Rice ) | Spectateurs : 55 359 Arbitrage : José María Sánchez Martínez Arbitre vidéo : Juan Martínez Munuera | Spectateurs : 55 359 Arbitrage : José María Sánchez Martínez Arbitre vidéo : Juan Martínez Munuera |
| 7 septembre 2024 18h00 (17h00) | Szmodics 44e · Molumby 64e · Brady 68e · O'Brien 76e | Rapport | 13e Mainoo · 76e Colwill        | Spectateurs : 55 359 Arbitrage : José María Sánchez Martínez Arbitre vidéo : Juan Martínez Munuera | Spectateurs : 55 359 Arbitrage : José María Sánchez Martínez Arbitre vidéo : Juan Martínez Munuera |

| 7 septembre 2024 | Grèce                                                                          | 3 - 0   | Finlande                    | Stade Karaïskakis, Le Pirée                                                   |                                                                               |
| 20h45 (21h45)    | F.Ioannídis 23e · ( Tsimikas) Källman 37e (csc) · ( Bakasetas) F.Ioannídis 76e | (2 - 0) |                             | Spectateurs : 17 293 Arbitrage : Urs Schnyder Arbitre vidéo : Lukas Fähndrich | Spectateurs : 17 293 Arbitrage : Urs Schnyder Arbitre vidéo : Lukas Fähndrich |
| 20h45 (21h45)    | Koulierakis 50e · Konstantelias 66e · Zafeiris 90+3e                           | Rapport | 25e Källman · 90+4e Peltola | Spectateurs : 17 293 Arbitrage : Urs Schnyder Arbitre vidéo : Lukas Fähndrich | Spectateurs : 17 293 Arbitrage : Urs Schnyder Arbitre vidéo : Lukas Fähndrich |

| 2e journée                      | République d'Irlande         | 0 - 2   | Grèce                                                  | Aviva Stadium, Dublin                                                      |                                                                            |
| 10 septembre 2024 20h45 (19h45) |                              | (0 - 0) | 50e F.Ioannídis (Bakasetas ) · 87e Tzólis (Bakasetas ) | Spectateurs : 37 274 Arbitrage : Espen Eskås Arbitre vidéo : Dennis Higler | Spectateurs : 37 274 Arbitrage : Espen Eskås Arbitre vidéo : Dennis Higler |
| 10 septembre 2024 20h45 (19h45) | Omobamidele 31e · Knight 70e | Rapport | 58e Tsimikas · 63e Tzólis · 74e Siopis                 | Spectateurs : 37 274 Arbitrage : Espen Eskås Arbitre vidéo : Dennis Higler | Spectateurs : 37 274 Arbitrage : Espen Eskås Arbitre vidéo : Dennis Higler |

| 10 septembre 2024 | Angleterre                                         | 2 - 0   | Finlande     | Stade de Wembley, Londres                                                   |                                                                             |
| 20h45 (19h45)     | ( Alexander-Arnold) Kane 57e · ( Madueke) Kane 76e | (0 - 0) |              | Spectateurs : 70 221 Arbitrage : Morten Krøgh Arbitre vidéo : Rob Dieperink | Spectateurs : 70 221 Arbitrage : Morten Krøgh Arbitre vidéo : Rob Dieperink |
| 20h45 (19h45)     |                                                    | Rapport | 66e Schüller | Spectateurs : 70 221 Arbitrage : Morten Krøgh Arbitre vidéo : Rob Dieperink | Spectateurs : 70 221 Arbitrage : Morten Krøgh Arbitre vidéo : Rob Dieperink |

| 3e journée                    | Angleterre                | 1 - 2   | Grèce                                                          | Stade de Wembley, Londres                                                      |                                                                                |
| 10 octobre 2024 20h45 (19h45) | ( Watkins) Bellingham 87e | (0 - 0) | 49e Pavlídis (Koulierakis ) · 90+4e Pavlídis                   | Spectateurs : 79 012 Arbitrage : Andrea Colombo Arbitre vidéo : Valerio Marini | Spectateurs : 79 012 Arbitrage : Andrea Colombo Arbitre vidéo : Valerio Marini |
| 10 octobre 2024 20h45 (19h45) | Saka 45+1e · Rice 53e     | Rapport | 6e Koulierakis · 71e Kourbelis · 90+1e Pavlídis · 90+2e Pelkas | Spectateurs : 79 012 Arbitrage : Andrea Colombo Arbitre vidéo : Valerio Marini | Spectateurs : 79 012 Arbitrage : Andrea Colombo Arbitre vidéo : Valerio Marini |

| 10 octobre 2024 | Finlande       | 1 - 2   | République d'Irlande                       | Stade olympique, Helsinki                                                       |                                                                                 |
| 20h45 (21h45)   | Pohjanpalo 17e | (1 - 0) | 57e Scales (Brady ) · 88e Brady (Ebosele ) | Spectateurs : 16 105 Arbitrage : Aleksandar Stavrev Arbitre vidéo : Mario Zebec | Spectateurs : 16 105 Arbitrage : Aleksandar Stavrev Arbitre vidéo : Mario Zebec |
| 20h45 (21h45)   | Rapport        |         |                                            | Spectateurs : 16 105 Arbitrage : Aleksandar Stavrev Arbitre vidéo : Mario Zebec | Spectateurs : 16 105 Arbitrage : Aleksandar Stavrev Arbitre vidéo : Mario Zebec |

| 4e journée                    | Finlande              | 1 - 3   | Angleterre                                                         | Stade olympique, Helsinki                                                        |                                                                                  |
| 13 octobre 2024 18h00 (19h00) | ( Walta) Hoskonen 87e | (0 - 1) | 18e Grealish (Gomes ) · 74e Alexander-Arnold · 84e Rice (Watkins ) | Spectateurs : 32 411 Arbitrage : Giorgi Kruashvili Arbitre vidéo : Benoît Millot | Spectateurs : 32 411 Arbitrage : Giorgi Kruashvili Arbitre vidéo : Benoît Millot |
| 13 octobre 2024 18h00 (19h00) | Rapport               |         |                                                                    | Spectateurs : 32 411 Arbitrage : Giorgi Kruashvili Arbitre vidéo : Benoît Millot | Spectateurs : 32 411 Arbitrage : Giorgi Kruashvili Arbitre vidéo : Benoît Millot |

| 13 octobre 2024 | Grèce                                    | 2 - 0   | République d'Irlande | Stade Karaïskakis, Le Pirée                                              |                                                                          |
| 20h45 (21h45)   | ( Tzolis) Bakasetas 48e · Mantalos 90+1e | (0 - 0) |                      | Spectateurs : 30 253 Arbitrage : Joey Kooij Arbitre vidéo : Clay Ruperti | Spectateurs : 30 253 Arbitrage : Joey Kooij Arbitre vidéo : Clay Ruperti |
| 20h45 (21h45)   | Giannoulis 45+1e · Kourbelis 71e         | Rapport |                      | Spectateurs : 30 253 Arbitrage : Joey Kooij Arbitre vidéo : Clay Ruperti | Spectateurs : 30 253 Arbitrage : Joey Kooij Arbitre vidéo : Clay Ruperti |

| 5e journée                     | République d'Irlande     | 1 - 0   | Finlande | Aviva Stadium, Dublin                                                        |                                                                              |
| 14 novembre 2024 20h45 (19h45) | ( Johnston) Ferguson 45e | (1 - 0) |          | Spectateurs : 39 163 Arbitrage : Harm Osmers Arbitre vidéo : Robert Schröder | Spectateurs : 39 163 Arbitrage : Harm Osmers Arbitre vidéo : Robert Schröder |
| 14 novembre 2024 20h45 (19h45) | O'Dowda 4e · Knight 12e  | Rapport |          | Spectateurs : 39 163 Arbitrage : Harm Osmers Arbitre vidéo : Robert Schröder | Spectateurs : 39 163 Arbitrage : Harm Osmers Arbitre vidéo : Robert Schröder |

| 14 novembre 2024 | Grèce        | 0 - 3   | Angleterre                                                                             | Stade olympique, Athènes                                                        |                                                                                 |
| 20h45 (21h45)    |              | (0 - 1) | 7e Watkins (Madueke ) · 78e (csc) Vlachodímos (Bellingham ) · 83e Jones (Gibbs-White ) | Spectateurs : 60 664 Arbitrage : Daniel Siebert Arbitre vidéo : Bastian Dankert | Spectateurs : 60 664 Arbitrage : Daniel Siebert Arbitre vidéo : Bastian Dankert |
| 20h45 (21h45)    | Zafeiris 63e | Rapport | 11e Bellingham · 11e Gallagher · 27e Pickford                                          | Spectateurs : 60 664 Arbitrage : Daniel Siebert Arbitre vidéo : Bastian Dankert | Spectateurs : 60 664 Arbitrage : Daniel Siebert Arbitre vidéo : Bastian Dankert |

| 6e journée                     | Angleterre | 5 - 0   | République d'Irlande                         | Stade de Wembley, Londres                                                           |                                                                                     |
| 17 novembre 2024 18h00 (17h00) | Kane 53e (pen.) · Gordon 56e · ( Guéhi) Gallagher 58e · ( Bellingham) Bowen 76e · ( Bellingham) Harwood-Bellis 79e | (0 - 0) |                                              | Spectateurs : 79 969 Arbitrage : Erik Lambrechts Arbitre vidéo : Bram Van Driessche | Spectateurs : 79 969 Arbitrage : Erik Lambrechts Arbitre vidéo : Bram Van Driessche |
| 17 novembre 2024 18h00 (17h00) | Madueke 42e · Bellingham 42e · Kane 45+3e · Gomes 89e                                                              | Rapport | 43e, 51e Scales · 45+3e Molumby · 85e O'Shea | Spectateurs : 79 969 Arbitrage : Erik Lambrechts Arbitre vidéo : Bram Van Driessche | Spectateurs : 79 969 Arbitrage : Erik Lambrechts Arbitre vidéo : Bram Van Driessche |

| 17 novembre 2024 | Finlande                               | 0 - 2   | Grèce                                     | Stade olympique, Helsinki                                                    |                                                                              |
| 18h00 (19h00)    |                                        | (0 - 0) | 52e Bakasetas (Koulierakis ) · 56e Tzolis | Spectateurs : 17 661 Arbitrage : Willy Delajod Arbitre vidéo : Benoît Millot | Spectateurs : 17 661 Arbitrage : Willy Delajod Arbitre vidéo : Benoît Millot |
| 18h00 (19h00)    | Pikkarainen 4e · Alho 10e · Ivanov 60e | Rapport |                                           | Spectateurs : 17 661 Arbitrage : Willy Delajod Arbitre vidéo : Benoît Millot | Spectateurs : 17 661 Arbitrage : Willy Delajod Arbitre vidéo : Benoît Millot |

### Groupe 3
| Rang | Équipe       | Pts | J | G | N | P | Bp | Bc | Diff |  | Résultats (▼ dom., ► ext.) |     |     |     |     |
| ---- | ------------ | --- | - | - | - | - | -- | -- | ---- |  | -------------------------- | --- | --- | --- | --- |
| 1    | Norvège      | 13  | 6 | 4 | 1 | 1 | 15 | 7  | +8   |  | Norvège                    |     | 2-1 | 3-0 | 5-0 |
| 2    | Autriche R   | 11  | 6 | 3 | 2 | 1 | 14 | 5  | +9   |  | Autriche R                 | 5-1 |     | 1-1 | 4-0 |
| 3    | Slovénie     | 8   | 6 | 2 | 2 | 2 | 7  | 9  | -2   |  | Slovénie                   | 1-4 | 1-1 |     | 3-0 |
| 4    | Kazakhstan P | 1   | 6 | 0 | 1 | 5 | 0  | 15 | -15  |  | Kazakhstan P               | 0-0 | 0-2 | 0-1 |     |

| 1re journée                    | Kazakhstan                                                | 0 - 0   | Norvège    | Stade central, Almaty                                                          |                                                                                |
| 6 septembre 2024 16h00 (19h00) |                                                           |         |            | Spectateurs : 23 173 Arbitrage : Allard Lindhout Arbitre vidéo : Rob Dieperink | Spectateurs : 23 173 Arbitrage : Allard Lindhout Arbitre vidéo : Rob Dieperink |
| 6 septembre 2024 16h00 (19h00) | Zainutdinov 38e · Kassym 42e · Abiken 72e · Chesnokov 75e | Rapport | 78e Dønnum | Spectateurs : 23 173 Arbitrage : Allard Lindhout Arbitre vidéo : Rob Dieperink | Spectateurs : 23 173 Arbitrage : Allard Lindhout Arbitre vidéo : Rob Dieperink |

| 6 septembre 2024 | Slovénie                 | 1 - 1   | Autriche                                                        | Stadion Stožice, Ljubljana                                                  |                                                                             |
| 20h45            | Šeško 16e (pen.)         | (1 - 1) | 28e Laimer (Mwene )                                             | Spectateurs : 14 834 Arbitrage : Radu Petrescu Arbitre vidéo : Cătălin Popa | Spectateurs : 14 834 Arbitrage : Radu Petrescu Arbitre vidéo : Cătălin Popa |
| 20h45            | G. Čerin 54e · Janža 76e | Rapport | 35e Sabitzer · 35e Laimer · 45e Prass · 45+3e Cinel · 83e Mwene | Spectateurs : 14 834 Arbitrage : Radu Petrescu Arbitre vidéo : Cătălin Popa | Spectateurs : 14 834 Arbitrage : Radu Petrescu Arbitre vidéo : Cătălin Popa |

| 2e journée             | Norvège                                        | 2 - 1   | Autriche               | Ullevaal Stadion, Oslo                                                           |                                                                                  |
| 9 septembre 2024 20h45 | ( Sørloth) Myhre 9e · ( Gundersen) Haaland 80e | (1 - 1) | 37e Sabitzer (Wimmer ) | Spectateurs : 23 171 Arbitrage : Nikola Dabanović Arbitre vidéo : Jérôme Brisard | Spectateurs : 23 171 Arbitrage : Nikola Dabanović Arbitre vidéo : Jérôme Brisard |
| 9 septembre 2024 20h45 |                                                | Rapport | 24e Mwene              | Spectateurs : 23 171 Arbitrage : Nikola Dabanović Arbitre vidéo : Jérôme Brisard | Spectateurs : 23 171 Arbitrage : Nikola Dabanović Arbitre vidéo : Jérôme Brisard |

| 9 septembre 2024 | Slovénie                           | 3 - 0   | Kazakhstan | Stadion Stožice, Ljubljana                                                |                                                                           |
| 20h45            | Šeško 23e 28e · ( Janža) Šeško 63e | (2 - 0) |            | Spectateurs : 9 814 Arbitrage : João Pinheiro Arbitre vidéo : Hugo Miguel | Spectateurs : 9 814 Arbitrage : João Pinheiro Arbitre vidéo : Hugo Miguel |
| 20h45            | Mlakar 20e · Celar 37e             | Rapport | 35e Malyy  | Spectateurs : 9 814 Arbitrage : João Pinheiro Arbitre vidéo : Hugo Miguel | Spectateurs : 9 814 Arbitrage : João Pinheiro Arbitre vidéo : Hugo Miguel |

| 3e journée            | Autriche | 4 - 0   | Kazakhstan             | Raiffeisen Arena, Linz                                                       |                                                                              |
| 10 octobre 2024 20h45 | ( Seiwald) Baumgartner 10e · ( Schmid) Lienhart 53e · ( Baumgartner) Sabitzer 56e · ( Arnautović) Seidl 79e | (1 - 0) |                        | Spectateurs : 14 500 Arbitrage : Don Robertson Arbitre vidéo : Steven McLean | Spectateurs : 14 500 Arbitrage : Don Robertson Arbitre vidéo : Steven McLean |
| 10 octobre 2024 20h45 | Prass 15e                                                                                                   | Rapport | 65e Alip · 89e Astanov | Spectateurs : 14 500 Arbitrage : Don Robertson Arbitre vidéo : Steven McLean | Spectateurs : 14 500 Arbitrage : Don Robertson Arbitre vidéo : Steven McLean |

| 10 octobre 2024 | Norvège                                                | 3 - 0   | Slovénie       | Ullevaal Stadion, Oslo                                                                   |                                                                                          |
| 20h45           | ( Nusa) Haaland 7e · Sørloth 52e · ( Nusa) Sørloth 62e | (1 - 0) |                | Spectateurs : 23 341 Arbitrage : Manfredas Lukjančukas Arbitre vidéo : Christian Dingert | Spectateurs : 23 341 Arbitrage : Manfredas Lukjančukas Arbitre vidéo : Christian Dingert |
| 20h45           | Berg 88e                                               | Rapport | 63e Stojanović | Spectateurs : 23 341 Arbitrage : Manfredas Lukjančukas Arbitre vidéo : Christian Dingert | Spectateurs : 23 341 Arbitrage : Manfredas Lukjančukas Arbitre vidéo : Christian Dingert |

| 4e journée                    | Kazakhstan                                            | 0 - 1   | Slovénie            | Stade central, Almaty                                                      |                                                                            |
| 13 octobre 2024 15h00 (18h00) |                                                       | (0 - 0) | 55e Mlakar (Janža ) | Spectateurs : 19 783 Arbitrage : Craig Pawson Arbitre vidéo : Peter Bankes | Spectateurs : 19 783 Arbitrage : Craig Pawson Arbitre vidéo : Peter Bankes |
| 13 octobre 2024 15h00 (18h00) | Chesnokov 9e · Bystrov 30e · Islamkhan 61e · Alip 75e | Rapport | 42e Iličić          | Spectateurs : 19 783 Arbitrage : Craig Pawson Arbitre vidéo : Peter Bankes | Spectateurs : 19 783 Arbitrage : Craig Pawson Arbitre vidéo : Peter Bankes |

| 13 octobre 2024 | Autriche | 5 - 1   | Norvège                                  | Raiffeisen Arena, Linz                                                   |                                                                          |
| 20h45           | ( Baumgartner) Arnautović 8e · Arnautović 49e (pen.) · ( Schmid) Lienhart 58e · ( Sabitzer) Posch 62e · ( Sabitzer) Gregoritsch 71e | (1 - 1) | 39e Sørloth (Ryerson )                   | Spectateurs : 16 500 Arbitrage : Tamás Bognár Arbitre vidéo : István Vad | Spectateurs : 16 500 Arbitrage : Tamás Bognár Arbitre vidéo : István Vad |
| 20h45           | Posch 45+2e | Rapport | 28e Berge · 47e Hanche-Olsen · 88e Myhre | Spectateurs : 16 500 Arbitrage : Tamás Bognár Arbitre vidéo : István Vad | Spectateurs : 16 500 Arbitrage : Tamás Bognár Arbitre vidéo : István Vad |

| 5e journée                     | Kazakhstan                        | 0 - 2   | Autriche                                   | Stade central, Almaty                                                           |                                                                                 |
| 14 novembre 2024 16h00 (20h00) |                                   | (0 - 2) | 15e Baumgartner (Posch ) · 25e Gregoritsch | Spectateurs : 9 753 Arbitrage : Marian Barbu Arbitre vidéo : Sebastian Colţescu | Spectateurs : 9 753 Arbitrage : Marian Barbu Arbitre vidéo : Sebastian Colţescu |
| 14 novembre 2024 16h00 (20h00) | Marochkin 23e · Vorogovskiy 90+1e | Rapport |                                            | Spectateurs : 9 753 Arbitrage : Marian Barbu Arbitre vidéo : Sebastian Colţescu | Spectateurs : 9 753 Arbitrage : Marian Barbu Arbitre vidéo : Sebastian Colţescu |

| 14 novembre 2024 | Slovénie         | 1 - 4   | Norvège                                                                     | Stadion Stožice, Ljubljana                                                     |                                                                                |
| 20h45            | Šeško 21e (pen.) | (1 - 1) | 4e Nusa · 45e Haaland (Berge ) · 59e Nusa (Ryerson ) · 82e Hauge (Haaland ) | Spectateurs : 15 308 Arbitrage : Michael Oliver Arbitre vidéo : Jarred Gillett | Spectateurs : 15 308 Arbitrage : Michael Oliver Arbitre vidéo : Jarred Gillett |
| 20h45            |                  | Rapport | 19e Heggem                                                                  | Spectateurs : 15 308 Arbitrage : Michael Oliver Arbitre vidéo : Jarred Gillett | Spectateurs : 15 308 Arbitrage : Michael Oliver Arbitre vidéo : Jarred Gillett |

| 6e journée             | Norvège                                                                                             | 5 - 0   | Kazakhstan                     | Ullevaal Stadion, Oslo                                                         |                                                                                |
| 17 novembre 2024 18h00 | ( Nusa) Haaland 23e · ( Nusa) Haaland 37e · Sørloth 41e · ( Berge) Haaland 71e · ( Larsen) Nusa 76e | (3 - 0) |                                | Spectateurs : 23 458 Arbitrage : Jasper Vergoote Arbitre vidéo : Jan Boterberg | Spectateurs : 23 458 Arbitrage : Jasper Vergoote Arbitre vidéo : Jan Boterberg |
| 17 novembre 2024 18h00 | | Rapport | 43e Aimbetov · 88e Zhaksylykov | Spectateurs : 23 458 Arbitrage : Jasper Vergoote Arbitre vidéo : Jan Boterberg | Spectateurs : 23 458 Arbitrage : Jasper Vergoote Arbitre vidéo : Jan Boterberg |

| 17 novembre 2024 | Autriche                  | 1 - 1   | Slovénie                   | Stade Ernst-Happel, Vienne                                                   |                                                                              |
| 18h00            | ( Baumgartner) Schmid 27e | (1 - 0) | 81e G. Čerin (Karničnik )  | Spectateurs : 46 000 Arbitrage : Glenn Nyberg Arbitre vidéo : Pol van Boekel | Spectateurs : 46 000 Arbitrage : Glenn Nyberg Arbitre vidéo : Pol van Boekel |
| 18h00            | Laimer 55e                | Rapport | 16e Brekalo · 83e G. Čerin | Spectateurs : 46 000 Arbitrage : Glenn Nyberg Arbitre vidéo : Pol van Boekel | Spectateurs : 46 000 Arbitrage : Glenn Nyberg Arbitre vidéo : Pol van Boekel |

### Groupe 4
| Rang | Équipe           | Pts | J | G | N | P | Bp | Bc | Diff |  | Résultats (▼ dom., ► ext.) |     |     |     |     |
| ---- | ---------------- | --- | - | - | - | - | -- | -- | ---- |  | -------------------------- | --- | --- | --- | --- |
| 1    | Pays de Galles R | 12  | 6 | 3 | 3 | 0 | 9  | 4  | +5   |  | Pays de Galles R           |     | 0-0 | 4-1 | 1-0 |
| 2    | Turquie P        | 11  | 6 | 3 | 2 | 1 | 9  | 6  | +3   |  | Turquie P                  | 0-0 |     | 3-1 | 1-0 |
| 3    | Islande          | 7   | 6 | 2 | 1 | 3 | 10 | 13 | -3   |  | Islande                    | 2-2 | 2-4 |     | 2-0 |
| 4    | Monténégro       | 3   | 6 | 1 | 0 | 5 | 4  | 9  | -5   |  | Monténégro                 | 1-2 | 3-1 | 0-2 |     |

| 1re journée                    | Islande                                                             | 2 - 0   | Monténégro                                                                     | Laugardalsvöllur, Reykjavik                                                 |                                                                             |
| 6 septembre 2024 20h45 (18h45) | ( J. Guðmundsson) Óskarsson 39e · ( G. Sigurðsson) Þorsteinsson 58e | (1 - 0) |                                                                                | Spectateurs : 4 683 Arbitrage : Willy Delajod Arbitre vidéo : Benoît Millot | Spectateurs : 4 683 Arbitrage : Willy Delajod Arbitre vidéo : Benoît Millot |
| 6 septembre 2024 20h45 (18h45) | J. Guðmundsson 18e · Þorsteinsson 53e                               | Rapport | 21e Radunović · 24e Osmajić · 50e Eraković · 89e S. Jovetić · 90+5e V. Jovović | Spectateurs : 4 683 Arbitrage : Willy Delajod Arbitre vidéo : Benoît Millot | Spectateurs : 4 683 Arbitrage : Willy Delajod Arbitre vidéo : Benoît Millot |

| 6 septembre 2024 | Pays de Galles           | 0 - 0   | Turquie                                                             | Cardiff City Stadium, Cardiff                                                        |                                                                                      |
| 20h45 (19h45)    |                          |         |                                                                     | Spectateurs : 28 625 Arbitrage : Rohit Saggi Arbitre vidéo : Carlos del Cerro Grande | Spectateurs : 28 625 Arbitrage : Rohit Saggi Arbitre vidéo : Carlos del Cerro Grande |
| 20h45 (19h45)    | Wilson 28e · Johnson 29e | Rapport | 25e Yıldız · 31e, 62e Yılmaz · 39e Ayhan · 60e Söyüncü · 62e Müldür | Spectateurs : 28 625 Arbitrage : Rohit Saggi Arbitre vidéo : Carlos del Cerro Grande | Spectateurs : 28 625 Arbitrage : Rohit Saggi Arbitre vidéo : Carlos del Cerro Grande |

| 2e journée             | Monténégro                | 1 - 2   | Pays de Galles                                            | Stadion kraj Bistrice, Nikšić                                                    |                                                                                  |
| 9 septembre 2024 20h45 | ( N. Krstović) Camaj 73e  | (0 - 2) | 1re Moore · 3e Wilson (N. Williams )                      | Spectateurs : 3 569 Arbitrage : Georgi Kabakov Arbitre vidéo : Dragomir Draganov | Spectateurs : 3 569 Arbitrage : Georgi Kabakov Arbitre vidéo : Dragomir Draganov |
| 9 septembre 2024 20h45 | Brnović 49e · Marušić 57e | Rapport | 2e Ampadu · 49e N. Williams · 51e Mepham · 90+4e J. James | Spectateurs : 3 569 Arbitrage : Georgi Kabakov Arbitre vidéo : Dragomir Draganov | Spectateurs : 3 569 Arbitrage : Georgi Kabakov Arbitre vidéo : Dragomir Draganov |

| 9 septembre 2024 | Turquie                                                                     | 3 - 1   | Islande                        | Stade Gürsel-Aksel, Izmir                                                  |                                                                            |
| 20h45 (21h45)    | ( Nayir) Aktürkoğlu 2e · ( Elmalı) Aktürkoğlu 52e · ( Güler) Aktürkoğlu 88e | (1 - 1) | 37e Pálsson (J. Guðmundsson )  | Spectateurs : 16 167 Arbitrage : Enea Jorgji Arbitre vidéo : Luca Pairetto | Spectateurs : 16 167 Arbitrage : Enea Jorgji Arbitre vidéo : Luca Pairetto |
| 20h45 (21h45)    | Kahveci 86e                                                                 | Rapport | 44e Grétarsson · 73e Þórðarson | Spectateurs : 16 167 Arbitrage : Enea Jorgji Arbitre vidéo : Luca Pairetto | Spectateurs : 16 167 Arbitrage : Enea Jorgji Arbitre vidéo : Luca Pairetto |

| 3e journée                    | Islande                                                   | 2 - 2   | Pays de Galles                                                    | Laugardalsvöllur, Reykjavik                                              |                                                                          |
| 11 octobre 2024 20h45 (18h45) | ( Þorsteinsson) Tómasson 69e · ( Tómasson) Ward 72e (csc) | (0 - 2) | 11e Johnson · 29e Wilson (N. Williams )                           | Spectateurs : 6 141 Arbitrage : Antoni Bandić Arbitre vidéo : Fran Jović | Spectateurs : 6 141 Arbitrage : Antoni Bandić Arbitre vidéo : Fran Jović |
| 11 octobre 2024 20h45 (18h45) | Þórðarson 28e · Þorsteinsson 32e                          | Rapport | 32e Johnson · 41e Roberts · 51e Moore · 59e J. James · 90+3e Ward | Spectateurs : 6 141 Arbitrage : Antoni Bandić Arbitre vidéo : Fran Jović | Spectateurs : 6 141 Arbitrage : Antoni Bandić Arbitre vidéo : Fran Jović |

| 11 octobre 2024 | Turquie                               | 1 - 0   | Monténégro                  | 19 Mayıs Stadyumu, Samsun                                                      |                                                                                |
| 20h45 (21h45)   | ( Yıldız) Kahveci 69e                 | (1 - 0) |                             | Spectateurs : 28 829 Arbitrage : Daniele Chiffi Arbitre vidéo : Marco Di Bello | Spectateurs : 28 829 Arbitrage : Daniele Chiffi Arbitre vidéo : Marco Di Bello |
| 20h45 (21h45)   | Güler 65e · Ayhan 90+2e · Kökçü 90+3e | Rapport | 89e Brnović · 90+3e Osmajić | Spectateurs : 28 829 Arbitrage : Daniele Chiffi Arbitre vidéo : Marco Di Bello | Spectateurs : 28 829 Arbitrage : Daniele Chiffi Arbitre vidéo : Marco Di Bello |

| 4e journée                    | Islande                                                  | 2 - 4   | Turquie                                                                      | Laugardalsvöllur, Reykjavik                                                    |                                                                                |
| 14 octobre 2024 20h45 (18h45) | ( Anderson) Óskarsson 3e · ( Friðriksson) Guðjohnsen 83e | (1 - 0) | 62e Kahveci (Yıldız ) · 67e (pen.) Çalhanoğlu · 88e Güler · 90+5e Aktürkoğlu | Spectateurs : 5 260 Arbitrage : Damian Sylwestrzak Arbitre vidéo : Pawel Malec | Spectateurs : 5 260 Arbitrage : Damian Sylwestrzak Arbitre vidéo : Pawel Malec |
| 14 octobre 2024 20h45 (18h45) | Ellertsson 32e · Valdimarsson 54e · Tómasson 81e         | Rapport | 35e Demiral · 57e Yıldız · 71e Bardakcı                                      | Spectateurs : 5 260 Arbitrage : Damian Sylwestrzak Arbitre vidéo : Pawel Malec | Spectateurs : 5 260 Arbitrage : Damian Sylwestrzak Arbitre vidéo : Pawel Malec |

| 14 octobre 2024 | Pays de Galles    | 1 - 0   | Monténégro                                                     | Cardiff City Stadium, Cardiff                                              |                                                                            |
| 20h45 (19h45)   | Wilson 36e (pen.) | (1 - 0) |                                                                | Spectateurs : 27 326 Arbitrage : Filip Glova Arbitre vidéo : Michal Očenáš | Spectateurs : 27 326 Arbitrage : Filip Glova Arbitre vidéo : Michal Očenáš |
| 20h45 (19h45)   |                   | Rapport | 49e S. Jovetić · 52e M. Vukčević · 58e M. Bakić · 90+1e Šipčić | Spectateurs : 27 326 Arbitrage : Filip Glova Arbitre vidéo : Michal Očenáš | Spectateurs : 27 326 Arbitrage : Filip Glova Arbitre vidéo : Michal Očenáš |

| 5e journée             | Monténégro                                               | 0 - 2   | Islande                                                     | Stadion kraj Bistrice, Nikšić                                                   |                                                                                 |
| 16 novembre 2024 18h00 |                                                          | (0 - 0) | 74e Óskarsson (Ellertsson ) · 88e Jóhannesson (Guðjohnsen ) | Spectateurs : 2 354 Arbitrage : Sven Jablonski Arbitre vidéo : Sascha Stegemann | Spectateurs : 2 354 Arbitrage : Sven Jablonski Arbitre vidéo : Sascha Stegemann |
| 16 novembre 2024 18h00 | Janković 58e · Marušić 66e · Radunović 66e · Vujačić 72e | Rapport | 43e Tómasson · 72e Óskarsson · 74e Guðjohnsen               | Spectateurs : 2 354 Arbitrage : Sven Jablonski Arbitre vidéo : Sascha Stegemann | Spectateurs : 2 354 Arbitrage : Sven Jablonski Arbitre vidéo : Sascha Stegemann |

| 16 novembre 2024 | Turquie      | 0 - 0   | Pays de Galles         | Stade Kadir-Has, Kayseri                                                                             | |
| 18h00 (20h00)    |              |         |                        | Spectateurs : 28 812 Arbitrage : Juan Martínez Munuera Arbitre vidéo : Alejandro Hernández Hernández | Spectateurs : 28 812 Arbitrage : Juan Martínez Munuera Arbitre vidéo : Alejandro Hernández Hernández |
| 18h00 (20h00)    | Bardakcı 62e | Rapport | 9e Johnson · 87e Rodon | Spectateurs : 28 812 Arbitrage : Juan Martínez Munuera Arbitre vidéo : Alejandro Hernández Hernández | Spectateurs : 28 812 Arbitrage : Juan Martínez Munuera Arbitre vidéo : Alejandro Hernández Hernández |

| 6e journée                     | Pays de Galles                                                                        | 4 - 1   | Islande                                                                              | Cardiff City Stadium, Cardiff                                                      |                                                                                    |
| 19 novembre 2024 20h45 (19h45) | ( Johnson) Cullen 32e · ( D. James) Cullen 45+1e · ( Cullen) Johnson 65e · Wilson 79e | (2 - 1) | 8e Guðjohnsen (Óskarsson )                                                           | Spectateurs : 28 240 Arbitrage : António Nobre Arbitre vidéo : Fábio Oliveira Melo | Spectateurs : 28 240 Arbitrage : António Nobre Arbitre vidéo : Fábio Oliveira Melo |
| 19 novembre 2024 20h45 (19h45) | D. James 68e · Johnson 72e · Thomas 88e                                               | Rapport | 30e Sampsted · 66e Friðriksson · 72e Traustason · 72e Þorsteinsson · 84e Jóhannesson | Spectateurs : 28 240 Arbitrage : António Nobre Arbitre vidéo : Fábio Oliveira Melo | Spectateurs : 28 240 Arbitrage : António Nobre Arbitre vidéo : Fábio Oliveira Melo |

| 19 novembre 2024 | Monténégro                                                                           | 3 - 1   | Turquie                                                               | Stadion kraj Bistrice, Nikšić                                                |                                                                              |
| 20h45            | ( Tući) N. Krstović 29e · ( S. Jovetić) N. Krstović 45e · ( Gašević) N. Krstović 73e | (2 - 1) | 37e Yıldız (Kökçü )                                                   | Spectateurs : 2 579 Arbitrage : Urs Schnyder Arbitre vidéo : Lukas Fähndrich | Spectateurs : 2 579 Arbitrage : Urs Schnyder Arbitre vidéo : Lukas Fähndrich |
| 20h45            | Janković 22e · Šipčić 42e · N. Krstović 62e · Lončar 80e · Nikić 90+1e · Tući 90+4e  | Rapport | 46e Yokuşlu · 46e Aktürkoğlu · 79e Güler · 80e Demiral · 90+4e Yılmaz | Spectateurs : 2 579 Arbitrage : Urs Schnyder Arbitre vidéo : Lukas Fähndrich | Spectateurs : 2 579 Arbitrage : Urs Schnyder Arbitre vidéo : Lukas Fähndrich |

## Classement général
Légende des classements
- Promotion en Ligue A
- Barrage de promotion en Ligue A
- Barrage de relégation en Ligue C
- Relégation en Ligue C

| Rang | Nation               | Parcours                        | Gr. | MJ | G | N | P | Pts | Bp | Bc | Diff |
| ---- | -------------------- | ------------------------------- | --- | -- | - | - | - | --- | -- | -- | ---- |
| 17e  | Angleterre R         | Meilleur premier de groupe      | 2   | 6  | 5 | 0 | 1 | 15  | 16 | 3  | +13  |
| 18e  | Norvège              | 2e meilleur premier de groupe   | 3   | 6  | 4 | 1 | 1 | 13  | 15 | 7  | +8   |
| 19e  | Pays de Galles R     | 3e meilleur premier de groupe   | 4   | 6  | 3 | 3 | 0 | 12  | 9  | 4  | +5   |
| 20e  | Tchéquie R           | 4e meilleur premier de groupe   | 1   | 6  | 3 | 2 | 1 | 11  | 9  | 8  | +1   |
|      |                      |                                 |     |    |   |   |   |     |    |    |      |
| 21e  | Grèce P              | Meilleur deuxième de groupe     | 2   | 6  | 5 | 0 | 1 | 15  | 11 | 4  | +7   |
| 22e  | Autriche R           | 2e meilleur deuxième de groupe  | 3   | 6  | 3 | 2 | 1 | 11  | 14 | 5  | +9   |
| 23e  | Turquie P            | 3e meilleur deuxième de groupe  | 4   | 6  | 3 | 2 | 1 | 11  | 9  | 6  | +3   |
| 24e  | Ukraine              | 4e meilleur deuxième de groupe  | 1   | 6  | 2 | 2 | 2 | 8   | 8  | 8  | 0    |
|      |                      |                                 |     |    |   |   |   |     |    |    |      |
| 25e  | Slovénie             | Meilleur troisième de groupe    | 3   | 6  | 2 | 2 | 2 | 8   | 7  | 9  | -2   |
| 26e  | Géorgie P            | 2e meilleur troisième de groupe | 1   | 6  | 2 | 1 | 3 | 7   | 7  | 6  | +1   |
| 27e  | Islande              | 3e meilleur troisième de groupe | 4   | 6  | 2 | 1 | 3 | 7   | 10 | 13 | -3   |
| 28e  | République d'Irlande | 4e meilleur troisième de groupe | 2   | 6  | 2 | 0 | 4 | 6   | 3  | 12 | -9   |
|      |                      |                                 |     |    |   |   |   |     |    |    |      |
| 29e  | Albanie              | Meilleur quatrième de groupe    | 1   | 6  | 2 | 1 | 3 | 7   | 4  | 6  | -2   |
| 30e  | Monténégro           | 2e meilleur quatrième de groupe | 4   | 6  | 1 | 0 | 5 | 3   | 4  | 9  | -5   |
| 31e  | Kazakhstan P         | 3e meilleur quatrième de groupe | 3   | 6  | 0 | 1 | 5 | 1   | 0  | 15 | -15  |
| 32e  | Finlande             | 4e meilleur quatrième de groupe | 2   | 6  | 0 | 0 | 6 | 0   | 2  | 13 | -11  |

## Statistiques

### Buteurs

#### 7 buts
- Erling Haaland

#### 5 buts
- Benjamin Šeško

#### 4 buts
- Kerem Aktürkoğlu
- Harry Wilson

#### 3 buts
- Pavel Šulc
- Harry Kane
- Georges Mikautadze
- Fótis Ioannídis
- Orri Óskarsson
- Nikola Krstović
- Alexander Sørloth
- Antonio Nusa

#### 2 buts
- Marko Arnautović
- Christoph Baumgartner
- Michael Gregoritsch
- Philipp Lienhart
- Marcel Sabitzer
- Tomáš Chorý
- Jack Grealish
- Declan Rice
- Giorgi Kochorashvili
- Vangélis Pavlídis
- Chrístos Tzólis
- Anastásios Bakasétas
- Andri Guðjohnsen
- İrfan Can Kahveci
- Liam Cullen
- Brennan Johnson

#### 1 but
- Jasir Asani
- Kristjan Asllani
- Nedim Bajrami
- Ardian Ismajli
- Konrad Laimer
- Stefan Posch
- Romano Schmid
- Matthias Seidl
- Lukáš Červ
- Adam Hložek
- Lukáš Kalvach
- Tomáš Souček
- Trent Alexander-Arnold
- Jude Bellingham
- Jarrod Bowen
- Conor Gallagher
- Anthony Gordon
- Taylor Harwood-Bellis
- Curtis Jones
- Ollie Watkins
- Arttu Hoskonen
- Joel Pohjanpalo
- Giorgi Chakvetadze
- Khvicha Kvaratskhelia
- Pétros Mántalos
- Ísak Bergmann Jóhannesson
- Jón Dagur Þorsteinsson
- Victor Pálsson
- Logi Tómasson
- Driton Camaj
- Felix Myhre
- Jens Petter Hauge
- Robbie Brady
- Evan Ferguson
- Liam Scales
- Adam Gnezda Čerin
- Jan Mlakar
- Hakan Çalhanoğlu
- Arda Güler
- Kenan Yıldız
- Artem Dovbyk
- Yukhym Konoplia
- Mykhaïlo Mudryk
- Heorhiy Sudakov
- Vladyslav Vanat
- Roman Yaremchuk
- Oleksandr Zintchenko
- Kieffer Moore

#### 1 but contre son camp(csc)
- Benjamin Källman (contre  Grèce)
- Solomon Kvirkvelia (contre  Ukraine)
- Odysséas Vlachodímos (contre  Angleterre)
- Danny Ward (contre  Islande)